# Kilian Keller (Politiker)
Johann Kilian Keller (* 5. September 1839 in Giebelstadt; † 27. August 1908 ebenda) war Landwirt, Bürgermeister und Mitglied des Deutschen Reichstags.

## Leben
Keller besuchte die Volksschule und lernte im landwirtschaftlichen Betrieb. Er machte Reisen in Deutschland, Österreich und der Schweiz. Von 1870 bis 1893 war er Bürgermeister von Giebelstadt und seit 1867 Mitglied des Distriktsausschusses. Er war Mitglied des landwirtschaftlichen Kreiskomitee für Unterfranken seit 1872. 1882 gab er ein Gutachten in Auftrag, um den Bau einer Zuckerfabrik in seiner Gemeinde zu prüfen.
Von 1890 bis 1893 war er Mitglied des Deutschen Reichstags für den Wahlkreis Mittelfranken 6 (Rothenburg ob der Tauber, Neustadt an der Aisch) und die Nationalliberale Partei. Zwischen 1887 und 1907 war er Mitglied der Bayerischen Kammer der Abgeordneten.
Er war Träger des Verdienstkreuzes des Ordens vom Heiligen Michael.